# Еміліу Пейше
Еміліу Пейше (порт. Emílio Peixe, нар. 16 січня 1973, Назаре) — португальський футболіст, що грав на позиції півзахисника. По завершенні ігрової кар'єри — тренер.
Один з небагатьох футболістів, який за свою кар'єру встиг пограти за усі клуби «великої португальської трійки»: «Спортінг», «Порту» і «Бенфіку». Також виступав за національну збірну Португалії. Учасник Олімпійських ігор 1996 року в Атланті та молодіжний чемпіон світу 1991 року.

## Клубна кар'єра
Народився 16 січня 1973 року в місті Назаре. Вихованець футбольної школи клубу «Спортінг». 2 грудня 1990 року він дебютував у португальському вищому дивізіоні у домашній грі з «Фаренсе» (0:1). У сезоні 1991/92 він став основним гравцем «Спортінга». У 1995 році Еміліу допоміг «левам» завоювати кубок та Суперкубок Португалії. За чотири сезони він взяв участь у 114 матчах чемпіонату.
У тому ж році Пейше перейшов в іспанську «Севілью». Дебютував у Прімері 16 вересня 1995 року в домашній грі проти «Реал Сосьєдада» (2:1), але через проблеми з адаптацією та ігровою практикою на початку 1996 року повернувся в «Спортінг».
Після закінчення сезону він покинув рідний клуб і приєднався до «Порту». З новою командою Еміліу двічі виграв чемпіонат і Кубок Португалії та один раз національний Суперкубок, але незважаючи на це він був футболістом ротації і за п'ять сезонів зіграв за «драконів» близько 50 матчів у всіх турнірах. У 2002 році для отримання ігрової практики Пейше на правах оренди виступав за «Алверку».
У тому ж році він перейшов в столичну «Бенфіку», але і там не зміг виграти конкуренцію за місце в основі. У 2003 році Еміліу відправився в оренду в «Уніан Лейрія», після закінчення терміну якої завершив кар'єру у 2004 році.

## Виступи за збірні
Виступав у складі юнацької збірної Португалії до 16 років, з якою 1989 року виграв юнацький чемпіонат Європи у Данії, завдяки чому поїхав і на юнацький чемпіонат світу, що того ж року пройшов у Шотландії, де його команда здобула бронзові нагороди. Сам Пейше зіграв у всіх 6 матчах.
Згодом зі збірною до 18 років став срібним призером юнацького чемпіонату Європи 1990 року в Угорщині, а 1991 року у складі юнацької збірної Португалії до 20 років став переможцем домашнього молодіжного чемпіонату світу, взявши участь у 6 іграх на турнірі, і був визнаний найкращим гравцем турніру, отримавши «Золотий м'яч».
Протягом 1991—1993 років залучався до складу молодіжної збірної Португалії. На молодіжному рівні зіграв у 10 офіційних матчах.
1996 року захищав кольори олімпійської збірної Португалії на Олімпійських іграх 1996 року в Атланті, зігравши у п'яти матчах і допоміг команді зайняти четверте місце.
16 жовтня 1991 року дебютував в офіційних іграх у складі національної збірної Португалії в відбірковому матчі чемпіонату Європи 1992 року проти збірної Нідерландів. Всього протягом кар'єри у національній команді, яка тривала 3 роки, провів у її формі 12 матчів.

## Кар'єра тренера
У 2008 році Пейсе повернувся до національної збірної, де став працювати з юнацькими командами. Команда до 19 років під його керівництвом стала бронзовим призером юнацького чемпіонату Європи 2013 року у Литві, а з командою до 20 років він дійшов до чвертьфіналу молодіжного чемпіонату світу 2017 року в Південній Кореї.

## Титули і досягнення

### Командні
- Чемпіон Португалії (2):

«Порту»: 1997–98, 1998–99
- Володар Кубка Португалії (4):

«Спортінг»: 1994–95
«Порту»: 1997–98, 1999–00, 2000–01
- Володар Суперкубка Португалії (4):

«Спортінг»: 1995
«Порту»: 1998, 1999, 2001
- Чемпіон Європи (U-16): 1989
- Молодіжний чемпіон світу: 1991

### Особисті
- «Золотий м'яч» молодіжного чемпіонату світу 1991 року.